# Roselyne Lefrançois
Roselyne Lefrançois, née le 20 juin 1950 à Saint-Malo (Ille-et-Vilaine), est une personnalité politique française.
Membre du Parti socialiste depuis 1996, elle est membre de la commission des libertés civiles, de la justice et des affaires intérieures et de la commission des droits de la femme et de l'égalité des genres. Elle est devenue députée européenne en juin 2007 à la suite de l'élection de Marie-Line Reynaud à l'Assemblée nationale. Roselyne Lefrançois siège au sein du groupe du Parti socialiste européen (PSE).
Elle est professeure d’économie et de commerce international, elle a aussi été chargée des relations internationales à la Présidence de l’Université Rennes-II.

## Mandats
- Adjointe au maire de Rennes, déléguée aux Relations Internationales et aux Affaires Européennes de 1995 à 2014[2].
- Conseillère Communautaire à Rennes Métropole depuis 1995